# Sidokumpul (Lamongan)
Sidokumpul is een bestuurslaag in het regentschap Lamongan van de provincie Oost-Java, Indonesië. Sidokumpul telt 4421 inwoners (volkstelling 2010).